# Controversia por el título del artículo Star Trek Into Darkness en la Wikipedia en inglés de 2013
La controversia por el título del artículo Star Trek Into Darkness en la Wikipedia en inglés de 2013 fue una disputa entre editores de la Wikipedia en inglés sobre si la palabra «into» en el título del artículo de Wikipedia para Star Trek Into Darkness (titulada Star Trek: En la oscuridad en español) debería escribirse con mayúscula. Se escribieron más de 40.000 palabras en la página de discusión del artículo antes de que se llegara a un consenso para poner en mayúscula la «I».

## Controversia
En abril de 2013, JJ Abrams estrenó la película Star Trek Into Darkness, cuyo título no contenía dos puntos después de "Star Trek", como en Star Trek II: The Wrath of Khan . La "I" aparece en mayúscula en el lanzamiento de la película por parte de Abrams, pero el manual de estilo de Wikipedia en inglés estipula que las preposiciones no deben escribirse con mayúscula si tienen cuatro letras o menos. La controversia, que se desarrolló en la página de discusión del artículo desde el 11 de diciembre de 2012 hasta el 9 de enero de 2013, y luego se reanudó del 13 de enero al 31 de enero de 2013, se extendió a más de 40.000 palabras de los argumentos de los editores de ambos lados del disputa.
Un área importante de la controversia se refería a si "Into Darkness" era un subtítulo de Star Trek Into Darkness, lo cual no estaba claro sin los dos puntos. Si fuera un subtítulo, como con cualquier otra película de Star Trek con un título de más de dos palabras, entonces el manual de estilo de Wikipedia recomendaría que "Into" se escribiera con mayúscula como la primera palabra del subtítulo. El lado opuesto, sin embargo, argumentó que violaría la política de Wikipedia contra la investigación original asumir que "Into Darkness" era un subtítulo, que Star Trek Into Darkness podría haber sido interpretado como una oración, y que apoyaría la idea del estudio. estrategia de marketing para permitir que "Into Darkness" se interprete como un subtítulo. Si "Into Darkness" no fuera un subtítulo, entonces el manual de estilo de Wikipedia recomendaría que "into" no esté en mayúsculas como una preposición de cuatro letras. Además, el campo de la no capitalización argumentó que el creador del programa dijo que el título del programa no tendría "un subtítulo con dos puntos".
El lado a favor de la capitalización argumentó además que tanto las fuentes secundarias como las primarias usaban una "I" mayúscula. En un arrebato, un vándalo de Wikipedia no registrado escribió «LEAN EL MALDITO SITIO WEB OFICIAL, POMPOSOS IDOTAS» («READ THE GODDAMN OFFICIAL WEBSITE, YOU POMPOUS IDIOTS»). Como compromiso, el encabezado del artículo decía inicialmente «Star Trek into Darkness (generalmente escrito como Star Trek Into Darkness ) (...)» antes de que se alcanzara un consenso para la capitalización de la letra «I».

## Reacción y secuelas
La controversia figura actualmente en la lista de Wikipedia de las "guerras de edición más lamentables" de su historia.
"Cuando se trata de pedantería de clase mundial," escribió Kevin Morris en The Daily Dot, "pocos grupos pueden desafiar la destreza de los wikipedistas y fanáticos de Star Trek".
El caricaturista Randall Munroe escribió una tira cómica en xkcd burlándose de la guerra de ediciones, mostrando a un editor que resolvió la guerra de edición reescribiendo el título como «~*~StAr TrEk InTo DaRkNeSs~*~».
Un mes después de que terminó el conflicto, la disputa seguía interfiriendo con las búsquedas en Google de Star Trek Into Darkness; las búsquedas de la película devolverían el título con una «i» minúscula, aunque para ese momento, el argumento se había decidido a favor de la «I» mayúscula. Morris comentó que el incidente muestra el impacto que pueden tener pequeños grupos de editores de Wikipedia, especialmente en situaciones más severas que una simple letra en mayúscula.
El artículo "The Source Code of Political Power" (2016), publicado en The Christian Science Monitor por Simon DeDeo de la Universidad de Indiana, utilizó el debate como un ejemplo de cómo Wikipedia es un sistema de ideas en evolución y se compara con el Talmud. Señaló que Wikipedia se está moviendo hacia una mayor complejidad, refinamiento y burocracia.